# Texas Tom
Texas Tom är en kortfilm med Tom och Jerry. Den hade premiär den 11 mars 1950.
En kattflicka kommer till den ranch i Texas som Tom och Jerry befinner sig på. Tom försöker imponera på henne men Jerry förstör det för honom.

## Om filmen
En scen i filmen där Tom röker har censurerats bort i vissa TV-visningar.